# 岸義紘
岸 義紘（きし よしひろ、1941年 - ）日本の伝道師、JTJ宣教神学校前学長、東京都生まれ、岡山県育ち。

## 経歴
1941年8月、東京都に生まれ、岡山県で育つ。1959年3月、キリスト教系の高校を卒業後、1959年4月、早稲田大学第二文学部西洋哲学専修科入学。早稲田大学第二文学部卒業後、聖契神学校卒業。1976年5月、米国フラー神学大学大学院世界宣教学部修士課程修了、神学部Doctor of Ministryで学ぶ。
1995年5月米国ゴードンコンウェル神学大学より名誉神学博士号授与される。現在、ミッション2001伝道者。JTJ宣教神学校前学長。

## 著者
- 「あなたと考える愛というテーマ」
- 「お父さん、出番です」
- 「おかあさん だいじょうぶです」
- 「男女・結婚・恋愛」
- 「キリストのたとえ話（ルカの福音書）」
- 「キリストのたとえ話（マタイの福音書）」
- 「躍動する神の愛」
- 「クリスマスをあなたに」
- 「試練をこえて」
- 「明るい日本のクリスチャンホーム
- 「クリスチャンホームの子±Q&A」
- 「日本の信徒伝道はこれだ」
- 福音総合理解の眼で読む、新約聖書注解書シリーズ

## 音楽
3種類（ソプラノ、アルト、テナー）のサクソフォン奏者で、68歳のときタワーレコード渋谷でデビュー。
「名歌名曲の世界」「聖歌讃美歌の世界」他
- サクソフォンアルバム

## 現在
- JTJ宣教神学校S.H.、同校講師

## 奉仕
- 巡回伝道やコンサートを続けている。

## 逸話
- 国体神奈川県代表のほか、日本マスターズ水泳25メートル自由形（45～49歳）の前日本記録保持者（12秒07）、200メートル自由形リレー（合計年齢240歳）（1分55秒14）現日本記録保持者。

ムラサキスポーツ競泳チーム監督・選手。